# Zographus quadrimaculatus
Zographus quadrimaculatus är en skalbaggsart som beskrevs av Gilmour 1956. Zographus quadrimaculatus ingår i släktet Zographus och familjen långhorningar. Inga underarter finns listade i Catalogue of Life.